# Votos monásticos

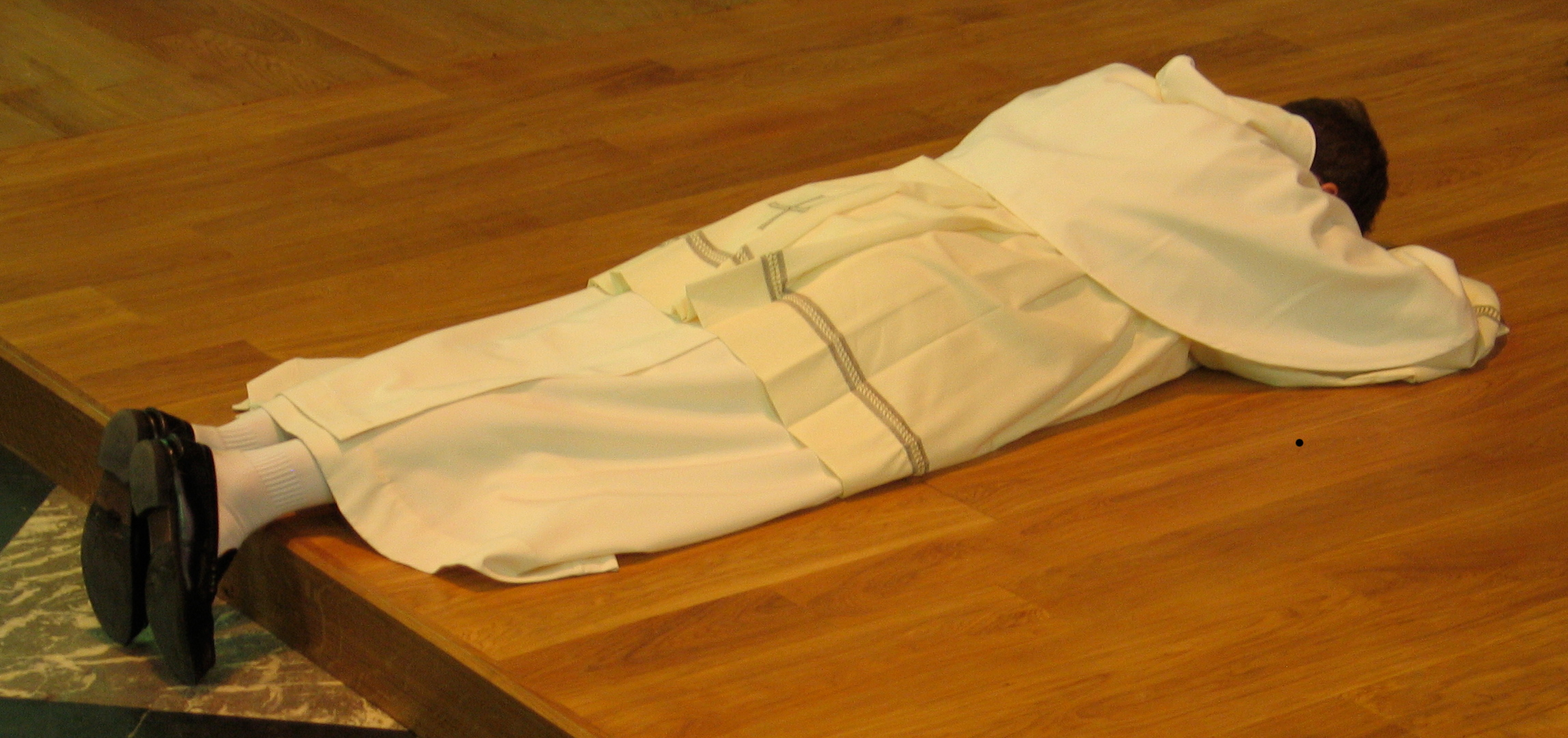
Profesión solemne de los votos monásticos.

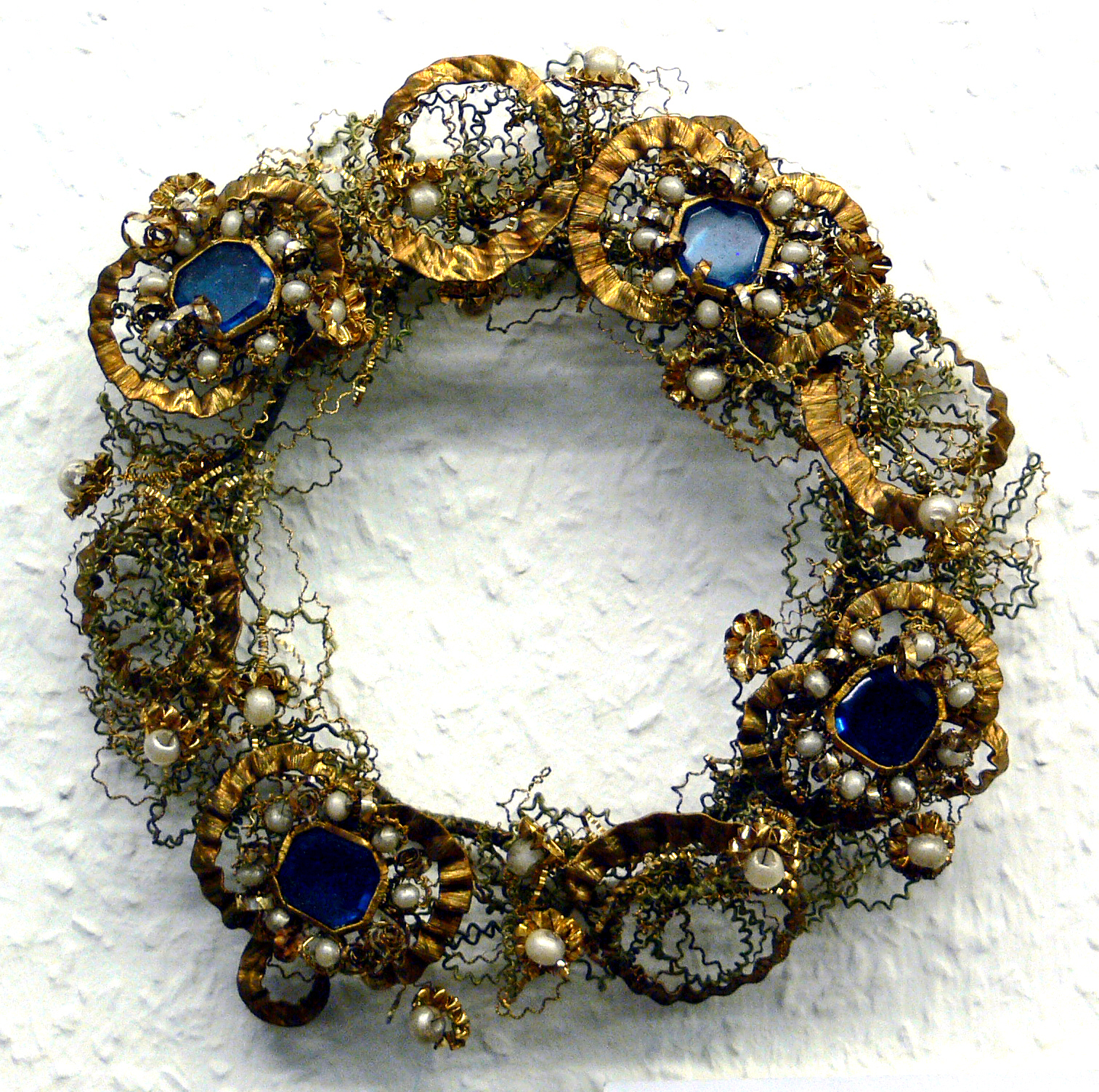
Corona para la profesión solemne (orfebrería de la zona del lago Constanza, hacia 1760).

Los votos monásticos, votos religiosos o votos canónicos son los votos o promesas que distinguen a un religioso de un seglar dentro de la Iglesia católica. Mediante ellos se pretende acceder a una vía espiritual a la salvación a través de la renuncia de placeres terrenales. Los votos son tres: pobreza, obediencia y castidad. Imitan, en el religioso, la vida de Jesucristo, según los consejos evangélicos.
Obligarse a cumplir los votos es profesar (profesión religiosa), y el que lo hace deja de ser novicio para ser profeso. Existen varios grados en esa profesión de votos: hay una profesión simple o temporal ("votos simples") y una profesión solemne o perpetua ("votos solemnes").
La expresión concreta de los votos difiere según las órdenes religiosas. Entre los benedictinos y cartujos los votos se consideran comprendidos en la conversio morum o conversatione morum ("conversión de costumbres", o "vida monástica": promittat de stabilitate sua et conversatione morum suorum et oboedientia -"su estabilidad, vida monástica y obediencia"-, capítulo 58 de la Regla de San Benito De disciplina suscipiendorum fratrum, que se titula en la versión castellana "El modo de recibir a los hermanos"). Los dominicos los consideran comprendidos en el voto de obediencia, que es el único que pronuncian explícitamente al profesar. Algunas órdenes añadieron un cuarto voto: los hospitalarios el de atención a los enfermos, los mercedarios el de redención de cautivos; los jesuitas el de obediencia especial al papa; los salesianos el de apostolado en los jóvenes, las misioneras de la caridad el de servicio a los pobres, etc. Otras prácticas piadosas o penitenciales, como el denominado voto de silencio, no son en realidad votos monásticos exigidos en ninguna regla. En esa forma (de forma privada), como todo tipo de promesas hechas con cualquier propósito (habitualmente propiciatorias con la esperanza de recibir de Dios una gracia particular), pueden ser ofrecidos incluso por los seglares (peregrinaciones, ayunos, mortificaciones u ofrendas —algunas de ellas denominadas exvotos—). Los votos emitidos de forma pública están restringidos por las regulaciones del Derecho canónico, por lo que se denominan "votos canónicos".
Históricamente los votos monásticos tuvieron una marcada función: implicar extraordinariamente al monje en la sociedad feudal y del Antiguo Régimen, y proporcionar claros valores a esa sociedad. La identificación entre clero y nobleza como privilegiados, y el papel clave de los votos, era evidente en el momento de su supresión durante la Revolución Francesa, y se explicitó en los debates de la Asamblea (decreto del 13 de febrero de 1790). Lo mismo ocurrió en los casos español e hispanoamericano. La reforma protestante proclamó la inutilidad de los votos para la salvación (de hecho, de cualquier mérito de las obras más allá  de la justificación por la fe) y en los países donde se impuso se suprimieron, con las órdenes religiosas, desde el siglo XVI. El efecto de este cambio religioso sobre el cambio social y económico hacia el capitalismo y la sociedad industrial ha sido objeto de debate intelectual.

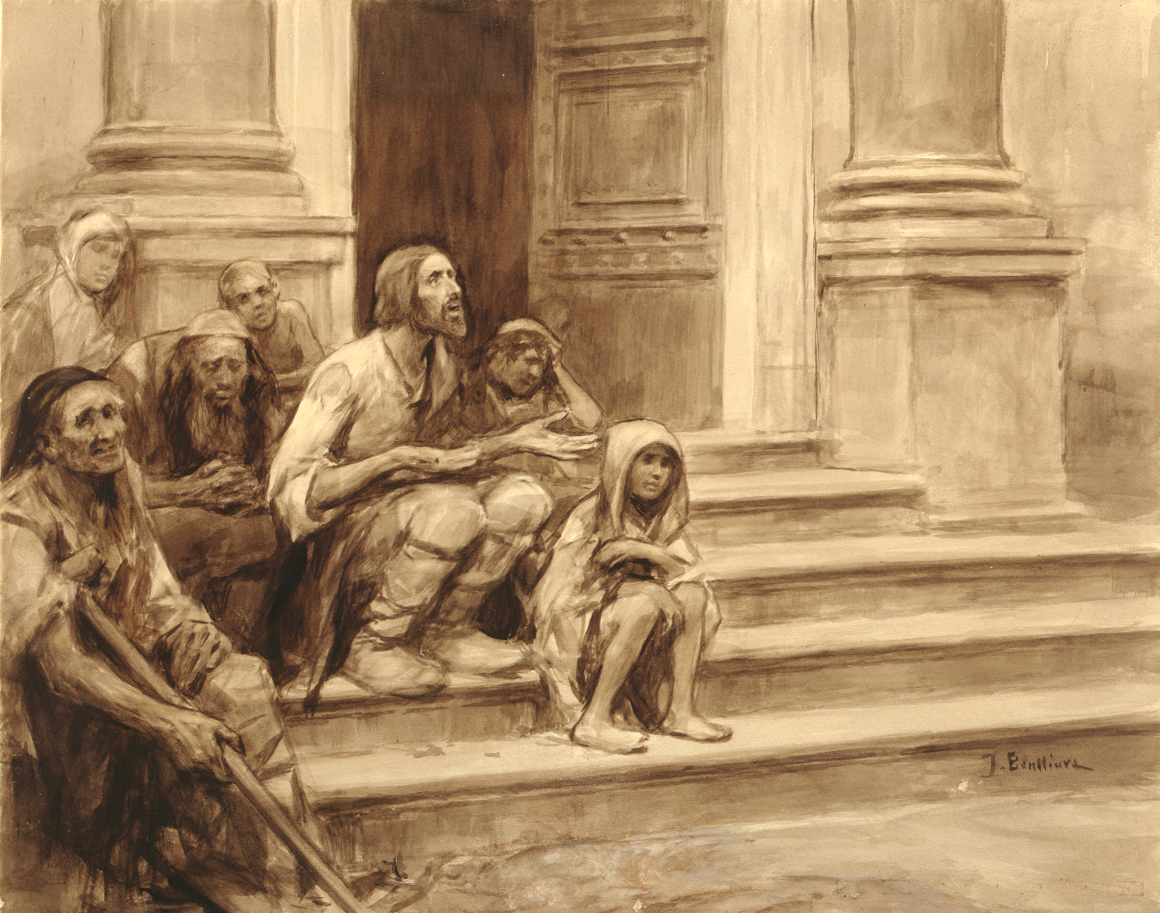
Francisco de Asís pide limosna mezclado con los pobres, de José Benlliure.

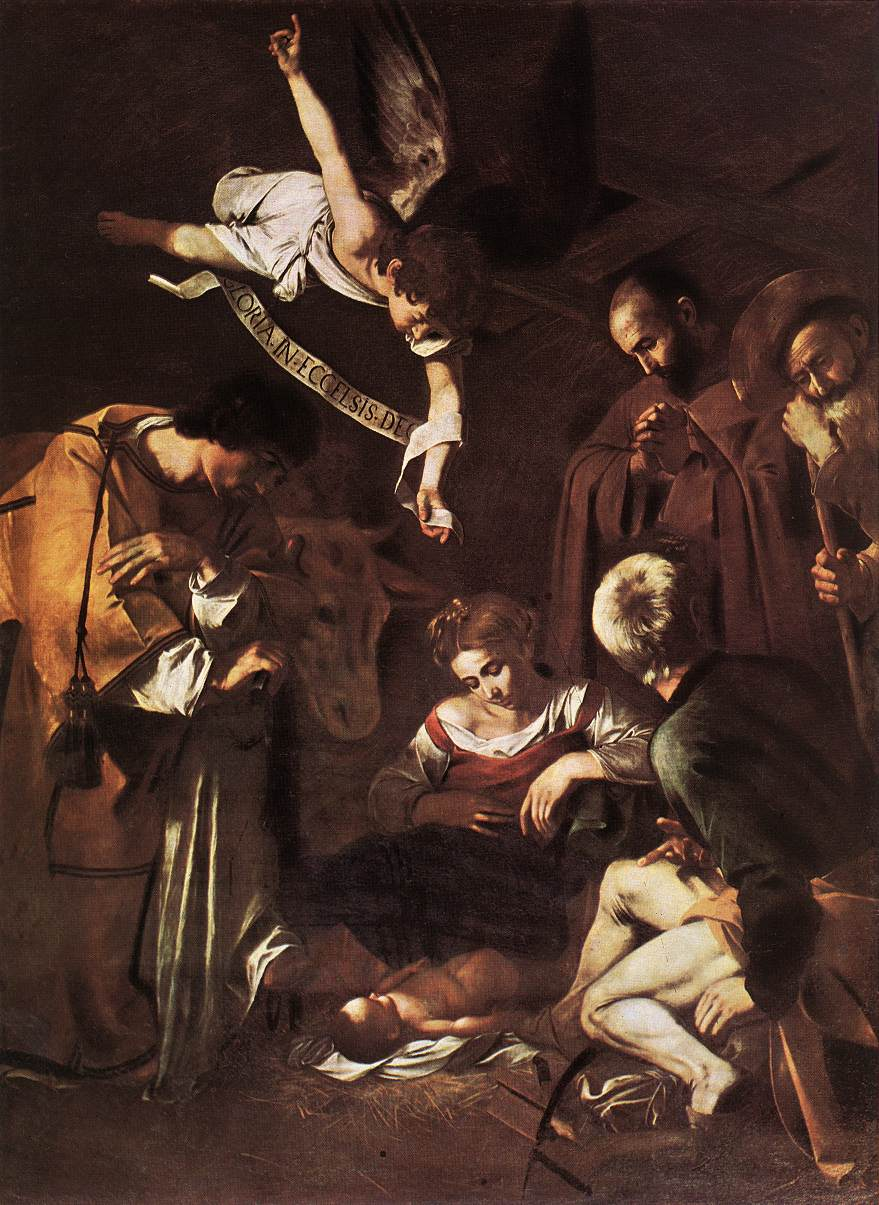
Natividad con San Francisco y San Lorenzo, de Caravaggio. La escena de la Natividad, que transcurre en un pesebre, indica la pobreza en que nació Cristo. El que fueran los pastores, pobres ellos mismos, los primeros en recibir el mensaje evangélico y en acudir a adorarle (antes que los reyes) ha sido tradicionalmente interpretado en el mismo sentido. La obra de Caravaggio no representa la escena evangélica, sino una sacra conversazione (lo que justifica la presencia de dos santos posteriores a ese momento) con San Francisco de Asís y San Lorenzo, muy vinculados al tema de la pobreza (durante las persecuciones, a Lorenzo, diácono, las autoridades romanas le demandaron presentar las riquezas de la iglesia, y llevó a un grupo de pobres, diciendo que esas eran).

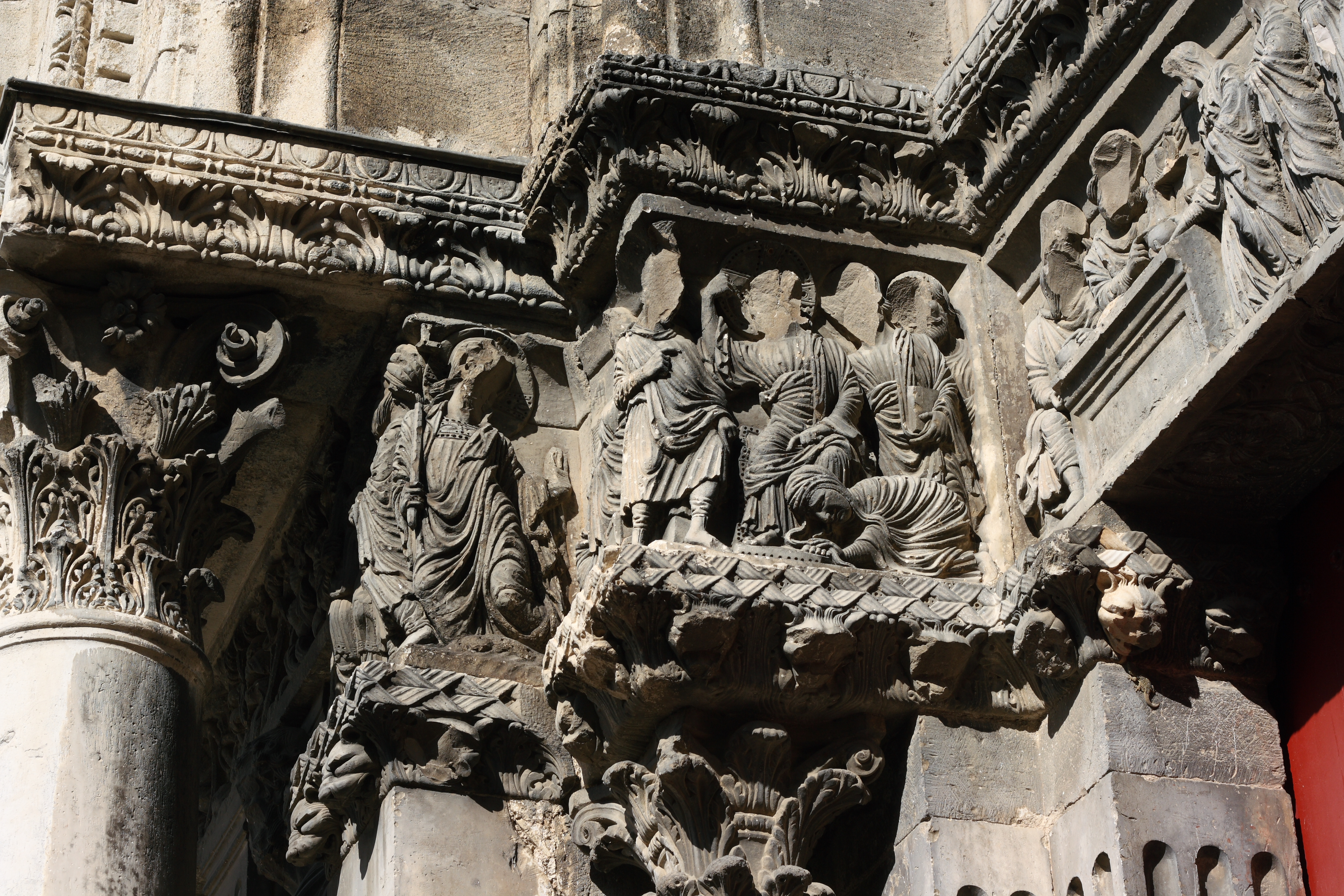
Una mujer perfuma los pies de Cristo con sus cabellos, en un relieve románico de Saint-Gilles-du-Gard. Sea María de Betania, María Magdalena o una pecadora anónima, los evangelios reservan a estas mujeres la capacidad de acercarse a Cristo mediante la ofrenda de bienes temporales. La condición femenina de estas y otras santas posteriores (especialmente Santa María Egipcíaca) ha suscitado interpretaciones encontradas.

## Pobreza
Μακάριοι οἱ πτωχοὶ τῷ πνεύματι ὅτι αὐτῶν ἐστιν ἡ βασιλεία τῶν οὐρανῶν. [Texto griego]
Beati pauperes spiritu, quoniam ipsorum est regnum caelorum. [Vulgata]
Bienaventurados los pobres de espíritu: porque de ellos es el reino de los cielos. [Traducción tradicional]
Felices los que tienen alma de pobres, porque a ellos les pertenece el Reino de los Cielos. [Traducción actual]
Bienaventuranzas, Mateo 5:3

El religioso es pobre, igual que Jesús nació y vivió pobre, lo que implica que el monje no posee nada, ni el hábito que viste, ni la comida que come (nec proprii corporis potestatem se habiturum scit -"no ha de tener dominio ni siquiera sobre su propio cuerpo"-); lo que no impedía que de hecho vista o coma, ni que la institución a la que pertenece (el monasterio) colectivamente acumulara tierras, obras de arte y todo tipo de propiedades. El monje vivía en el monasterio, y el grado de disfrute de sus riquezas dependía de la mayor o menor observancia o relajamiento de su regla. Lo que sí se impedía muy eficazmente era que el monje disputara a sus hermanos o familiares la parte de la herencia que le hubiera podido corresponder de no haber hecho los votos. La rígida sociedad estamental concentraba en el primogénito de una familia noble las propiedades familiares y la continuidad del título (mayorazgo), destinando a los hermanos segundones a la Iglesia.

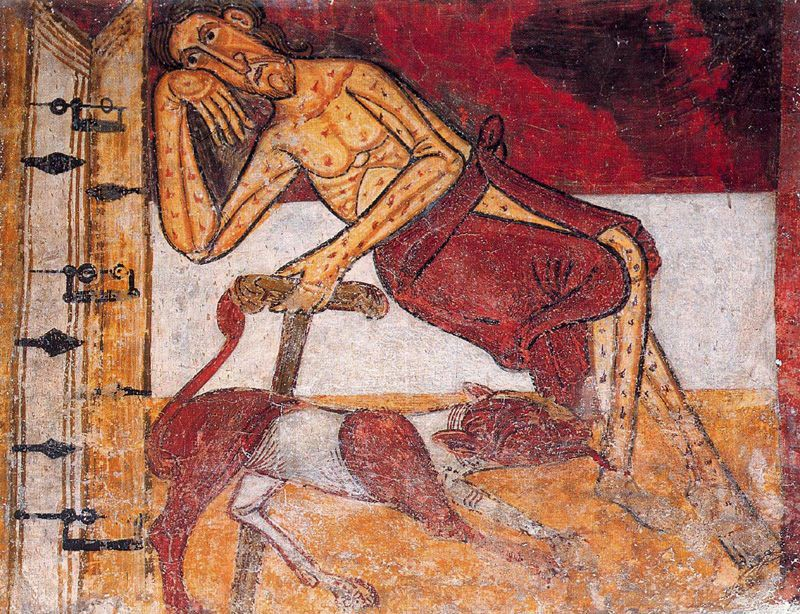
Parábola del rico epulón y el pobre Lázaro, del maestro de Tahull.
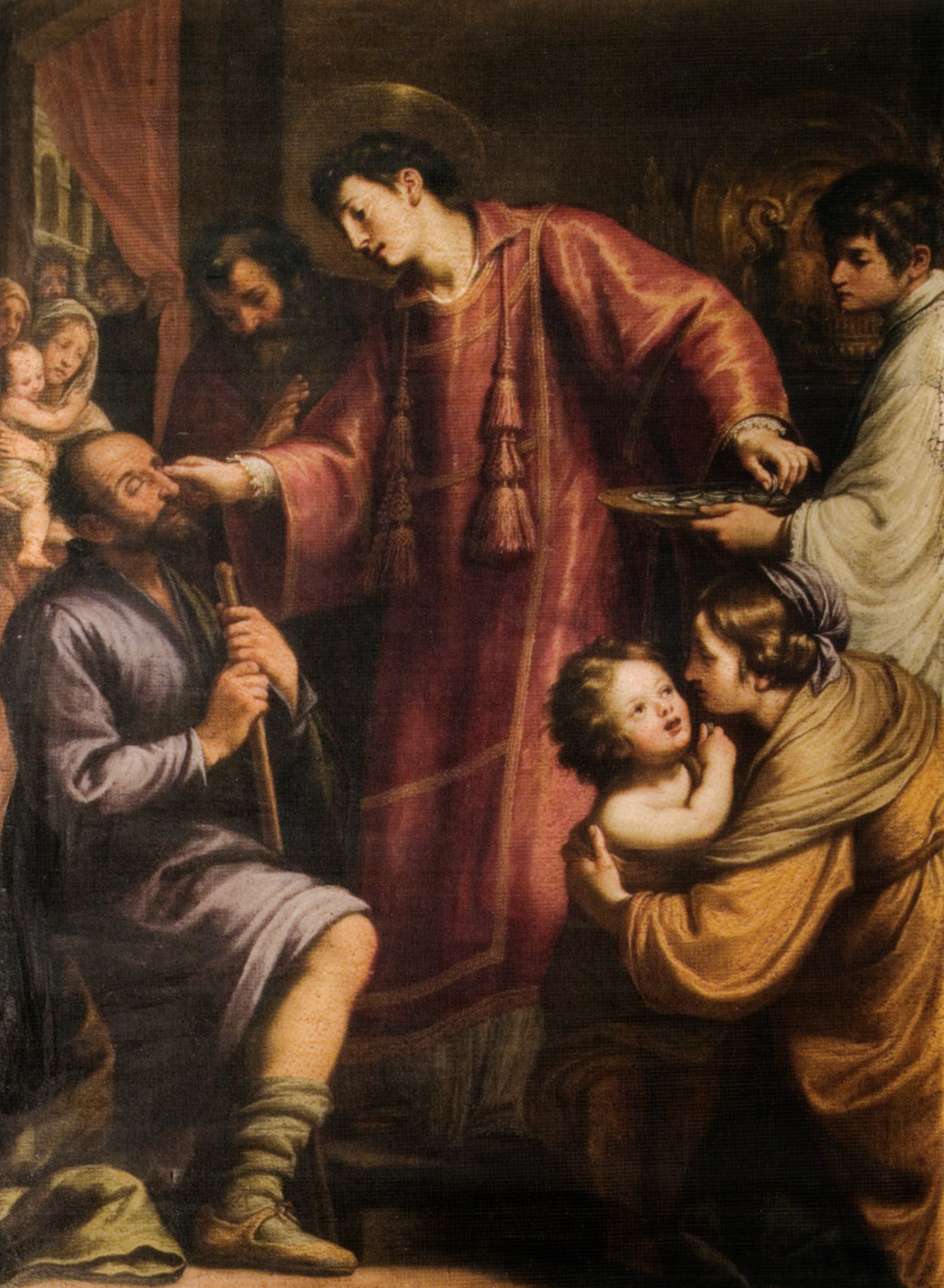
San Lorenzo reparte los bienes de la iglesia y sana a un ciego, de Matteo Rosselli.
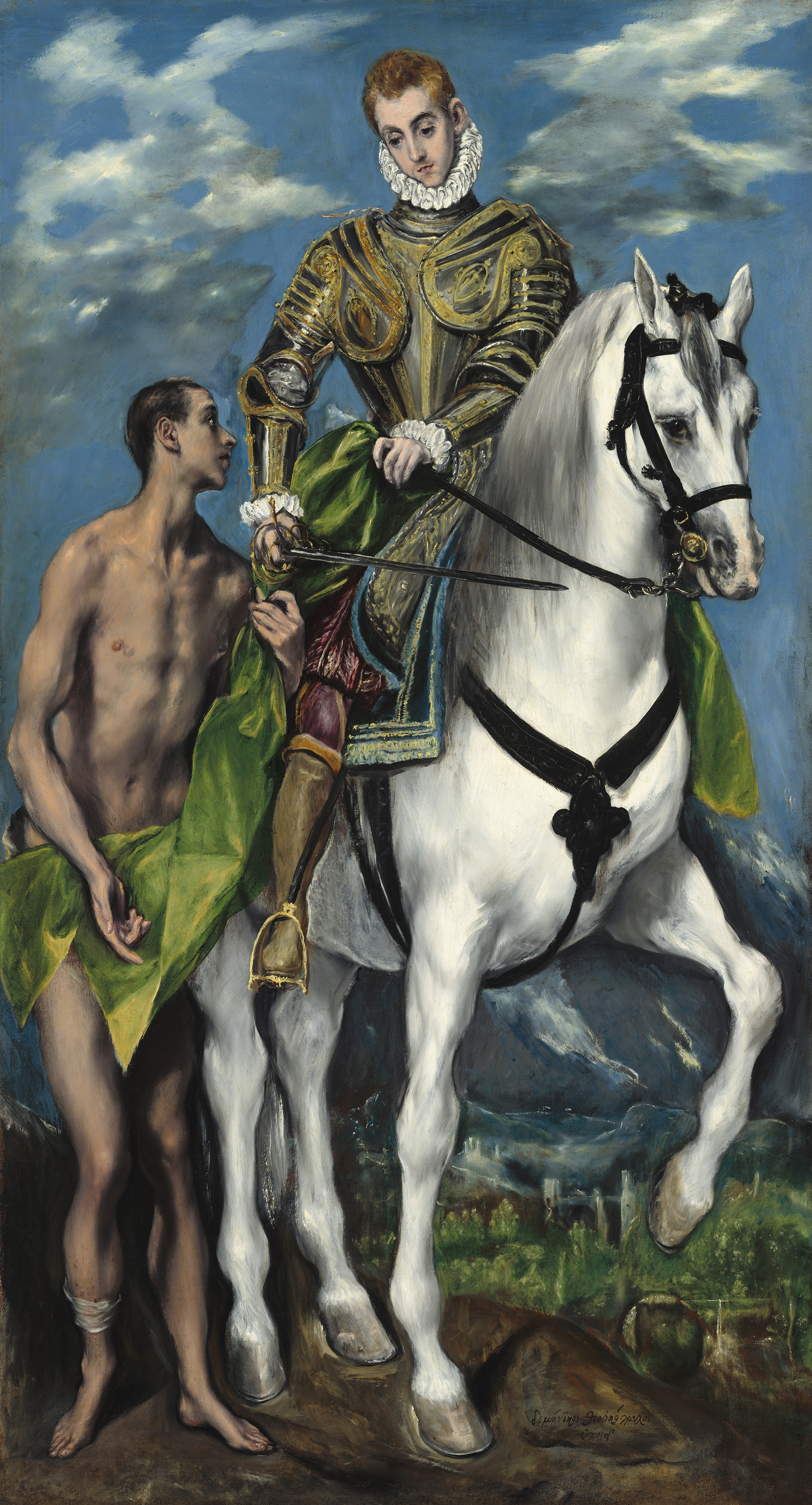
San Martín partiendo su capa con un pobre, de El Greco.
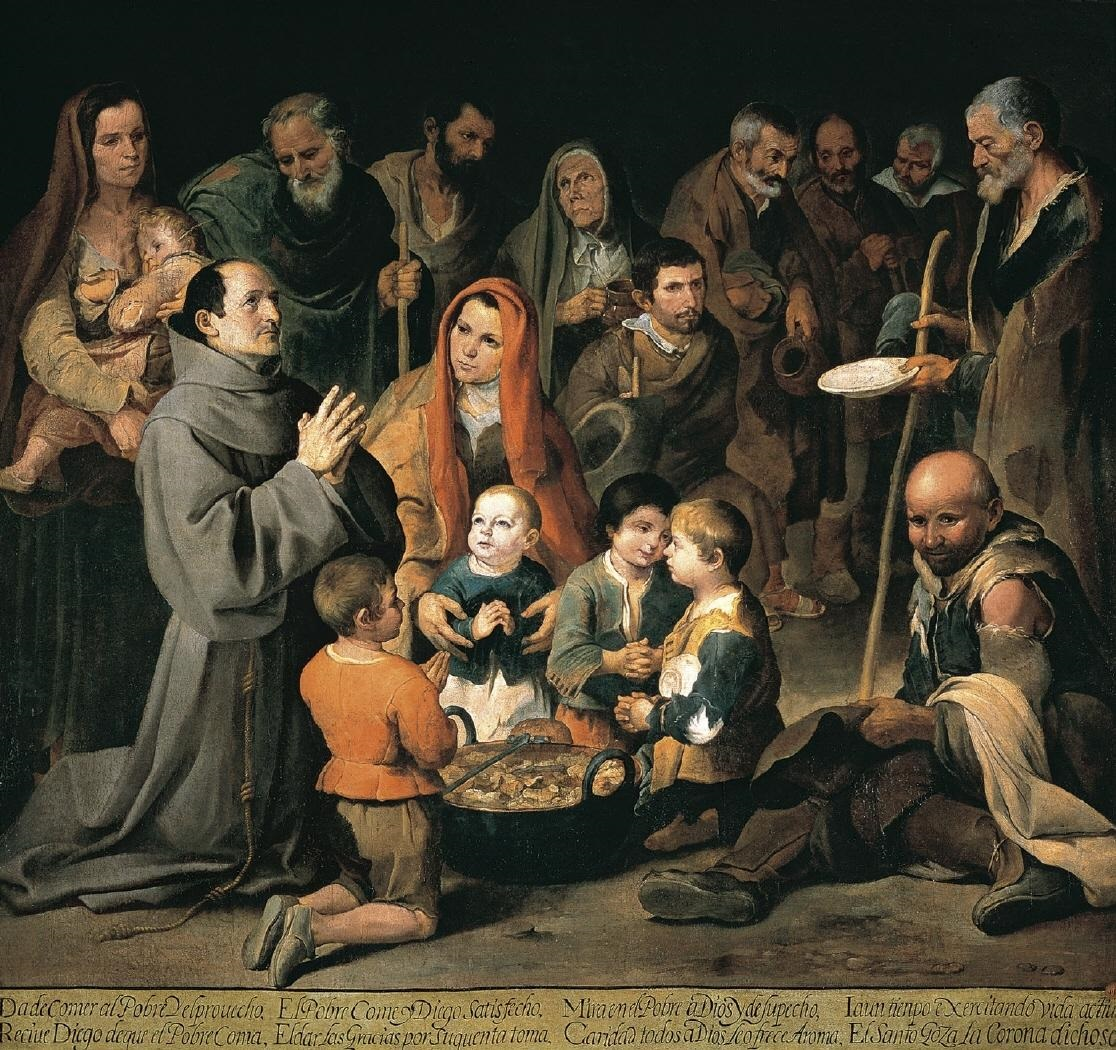
San Diego de Alcalá dando de comer a los pobres, de Murillo.

La interpretación divergente del concepto cristiano de pobreza o pobreza evangélica suscitó en la Edad Media movimientos sociales expresados teológicamente, tomados muy en serio por la jerarquía eclesiástica, que los definió como herejías, los procuró encauzar con las predicaciones y la institucionalización de las órdenes mendicantes (dominicos y franciscanos), los reprimió mediante la Inquisición y los combatió militarmente cuando adquirían poder local (cátaros o albigenses, valdenses, fraticelli, dulcinistas, husitas, etc.) Para argumentar en ambos sentidos tuvieron posibilidad de elegir entre las palabras directamente atribuidas a Cristo: Pauperes enim semper habetis vobiscum, me autem non semper habetis ("Porque á los pobres siempre los tenéis con vosotros, mas á mí no siempre me tenéis." -Juan, 12:8-), Quam difficile, qui pecunias habent, in regnum Dei introibunt ("Cuán difícilmente entrarán en el reino de Dios los que tienen riquezas" -Marcos, 10:23-), Si vis perfectus esse, vade, vende, quae habes, et da pauperibus, et habebis thesaurum in caelo; et veni, sequere me ("Si quieres ser perfecto, anda, vende lo que tienes, y da lo á los pobres, y tendrás tesoro en el cielo; y ven, sígueme" -Mateo 19:21), Nemo servus potest duobus dominis servire: aut enim unum odiet et alterum diliget, aut uni adhaerebit et alterum contemnet. Non potestis Deo servire et mammonae ("Ningún siervo puede servir á dos señores; porque ó aborrecerá al uno y amará al otro, ó se allegará al uno y menospreciará al otro. No podéis servir á Dios y á las riquezas" -Lucas 16:13-); así como en otros textos bíblicos: scitis enim gratiam Domini nostri Iesu Christi, quoniam propter vos egenus factus est, cum esset dives, ut illius inopia vos divites essetis ("porque ya sabéis la gracia de nuestro Señor Jesucristo, que por amor de vosotros se hizo pobre, siendo rico; para que vosotros con su pobreza fueseis enriquecidos" -2 Corintios 8:9-)
La escena evangélica de la multiplicación de los panes y los peces suele interpretarse como una prefiguración de la eucaristía y de la necesidad de compartir, expresada a sus discípulos como una orden, que justifica la existencia de las instituciones religiosas que administran la caridad: Non habent necesse ire; date illis vos manducare ("No es necesario que se vayan, denles de comer ustedes mismos" -Mateo, 14:16-).

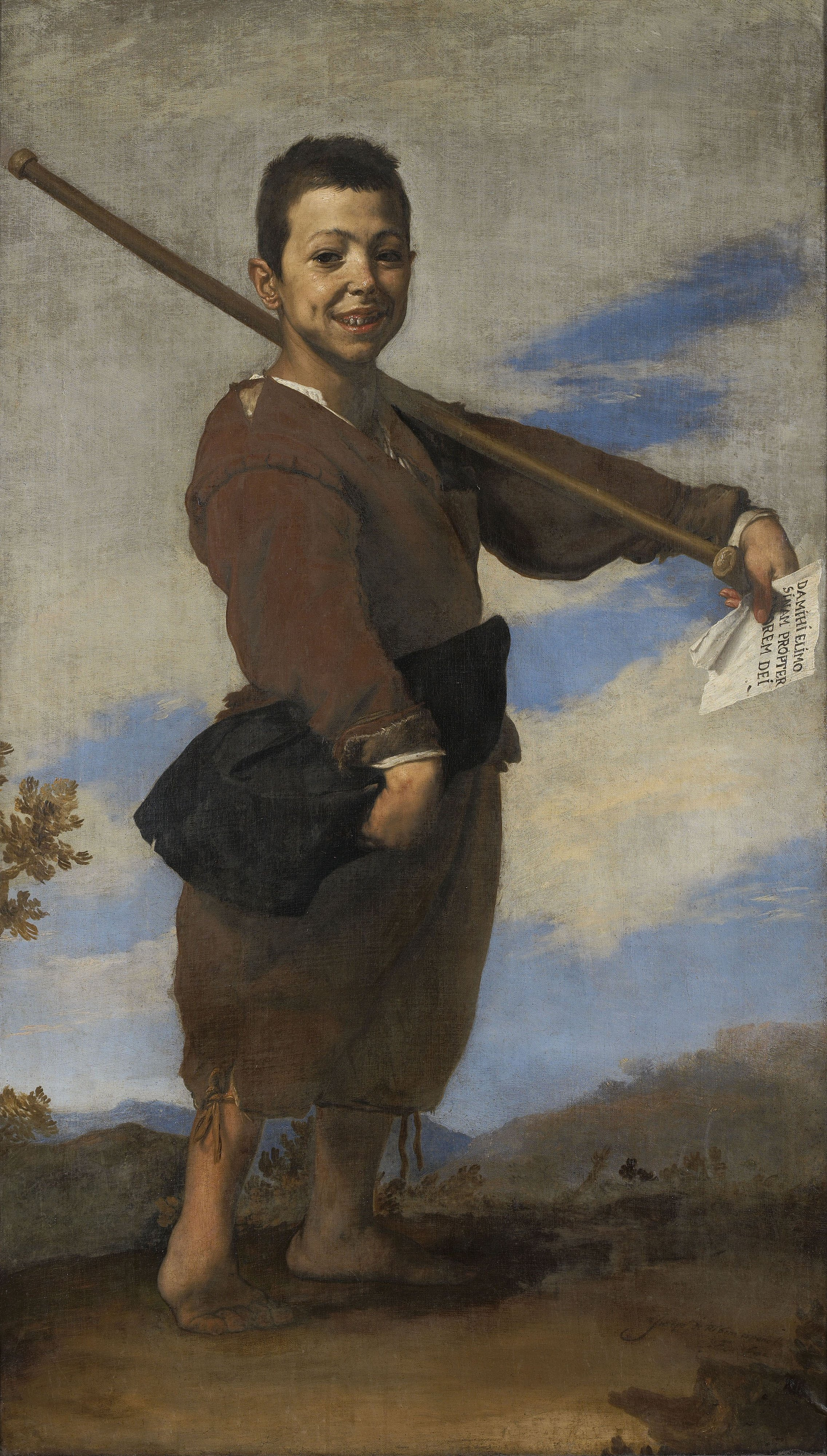
El pie varo, de José de Ribera. Representa a un niño cojo que pide limosna.
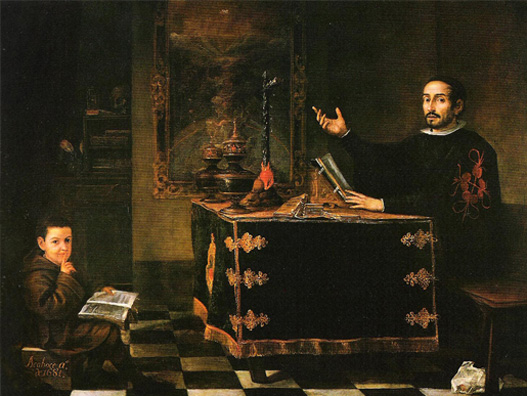
Miguel de Mañara leyendo la regla de la Hermandad de la Caridad, de Valdés Leal.
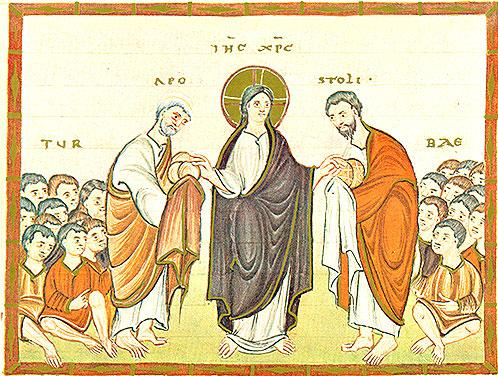
Multiplicación de los panes y los peces, miniatura bizantina del Codex Egberti (siglo X).  -  Wikimedia Commons alberga una categoría multimedia sobre Milagro de los panes y los peces.
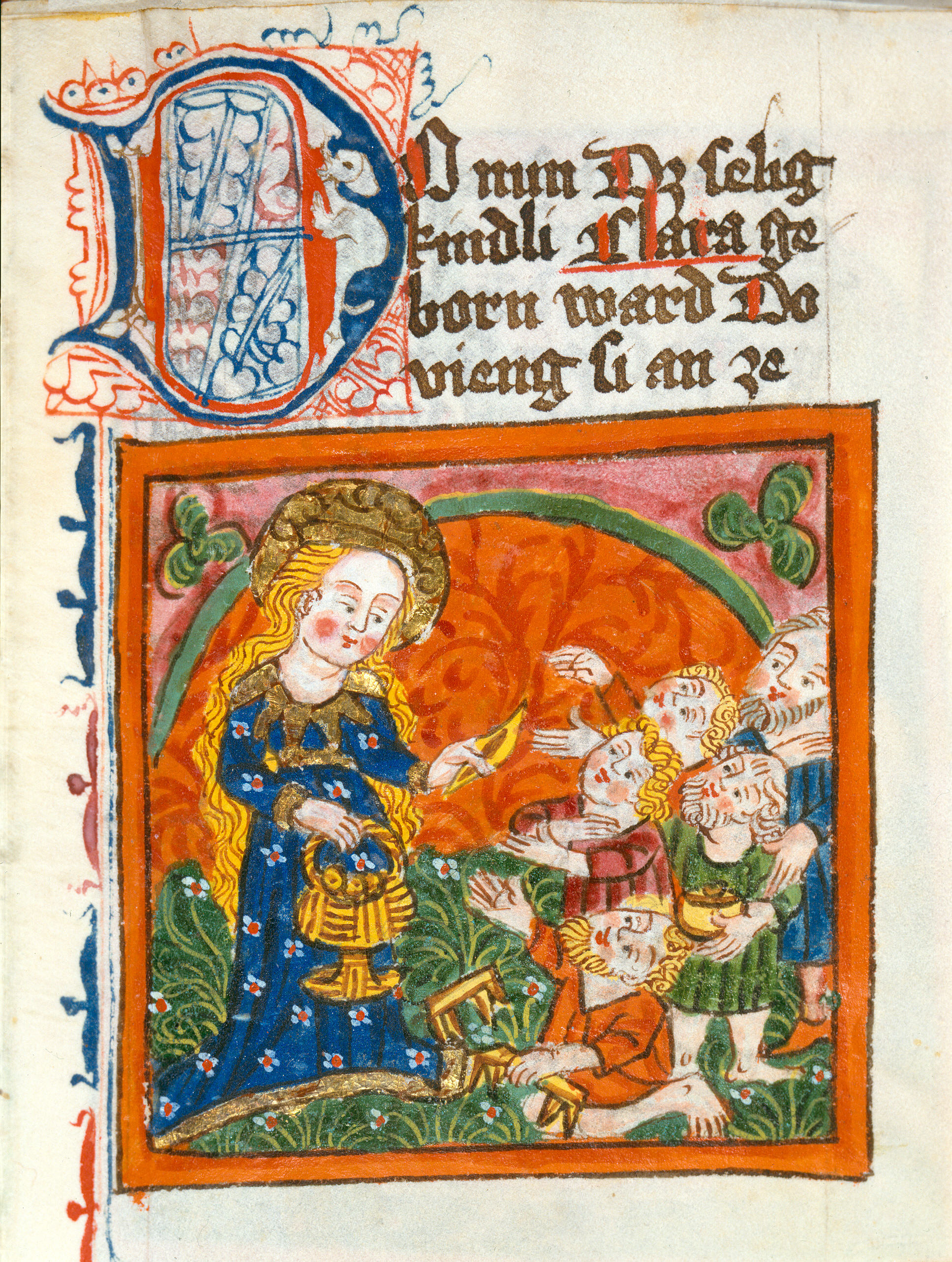
Santa Clara repartiendo limosna, códice medieval.

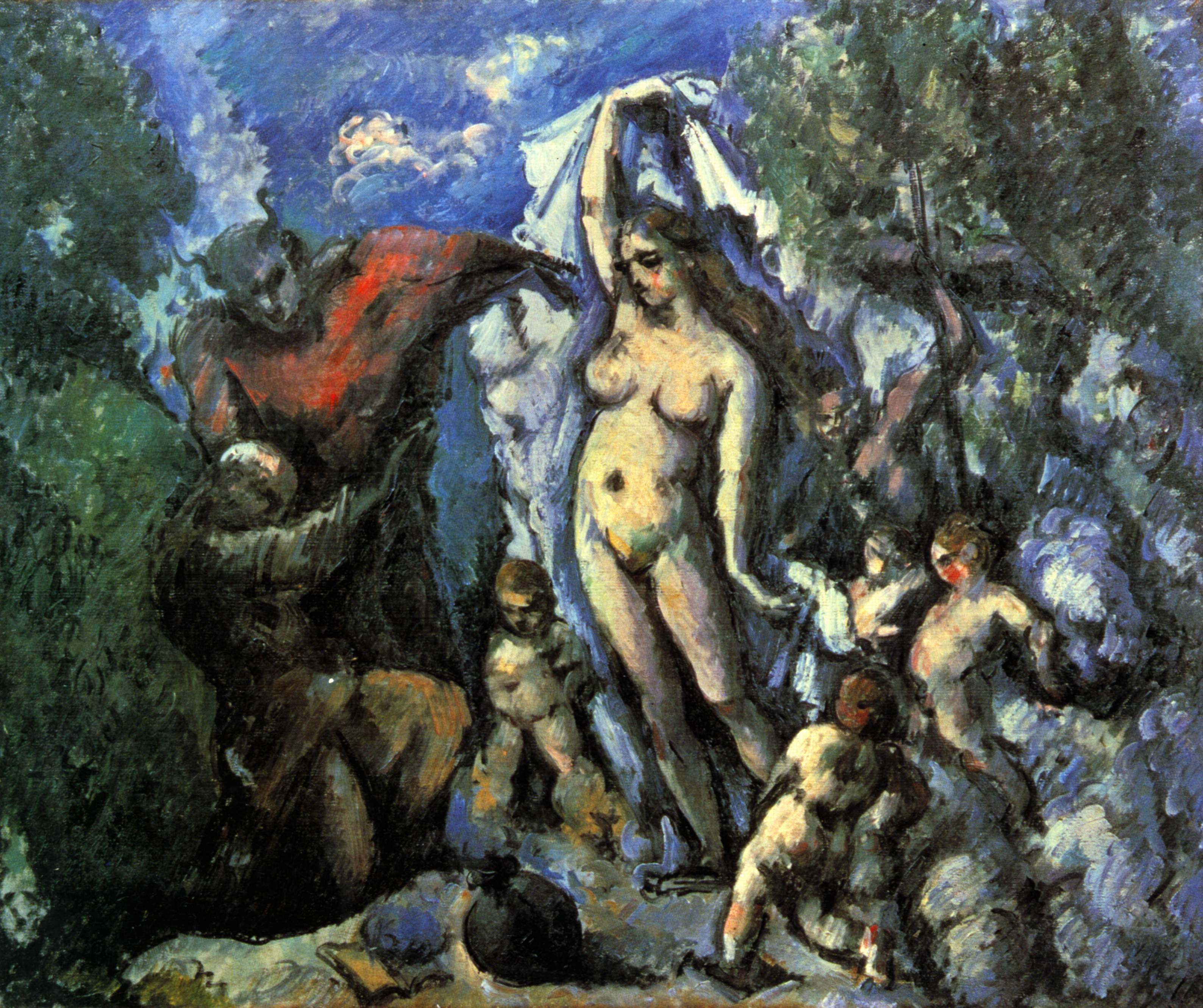
Las tentaciones de San Antonio, de Paul Cézanne. Entre las múltiples tentaciones a que se vio sometido San Antonio abad, la tentación de la carne es habitualmente representada por una mujer desnuda. Existen múltiples versiones de esta escena en la historia del arte, desde las imaginativas del Bosco hasta la provocativa del decadentista Felicien Rops y la surrealista de Dalí.

- Wikimedia Commons alberga una categoría multimedia sobre Las tentaciones de San Antonio abad.

## Castidad
εἰσὶ γὰρ εὐνοῦχοι οἵτινες ἐκ κοιλίας μητρὸς ἐγεννήθησαν οὕτω· καὶ εἰσὶν εὐνοῦχοι οἵτινες εὐνουχίσθησαν ὑπὸ τῶν ἀνθρώπων, καὶ εἰσὶν εὐνοῦχοι οἵτινες εὐνούχισαν ἑαυτοὺς διὰ τὴν βασιλείαν τῶν οὐρανῶν. ὁ δυνάμενος χωρεῖν χωρείτω. [Texto griego]
Sunt enim eunuchi, qui de matris utero sic nati sunt; et sunt eunuchi, qui facti sunt ab hominibus; et sunt eunuchi, qui seipsos castraverunt propter regnum caelorum. Qui potest capere, capiat. [Vulgata]
Porque hay eunucos que nacieron así del vientre de su madre; y hay eunucos, que son hechos eunucos por los hombres; y hay eunucos que se hicieron á sí mismos eunucos por causa del reino de los cielos; el que pueda ser capaz de eso, séalo. [Traducción tradicional (Reina Valera)]
En efecto, algunos no se casan, porque nacieron impotentes del seno de su madre; otros, porque fueron castrados por los hombres; y hay otros que decidieron no casarse a causa del Reino de los Cielos. ¡El que pueda entender, que entienda! [Traducción actual (Vaticano)]
Mateo, 19:12

La imitación de Cristo, que vivió castamente, y que enigmáticamente vinculó el celibato al reino de los cielos, implica que el monje no puede contraer matrimonio ni, por tanto, mantener relaciones sexuales (al igual que cualquier otro cristiano no casado).
La imposibilidad de tener descendencia legítima (de tenerla, necesariamente es fruto de una relación extramatrimonial, por tanto se trata de hijos bastardos o ilegítimos) les separa aún más de la competencia por la herencia de sus hermanos. Los patrimonios nobiliarios de esa forma tendían a concentración y vinculación, tanto en la parte que quedaba en la casa noble administrada por los primogénitos (mayorazgo), como en la parte que recibían las instituciones eclesiásticas donde ingresaban los hermanos segundones y que recibía la denominación de bienes de "manos muertas" (puesto que no podían ser enajenados, sino sólo disponer de sus rentas). A esa condición de bienes de la iglesia o patrimonio eclesiástico se accedía de muy diversas formas: donaciones efectuadas en la fundación de un monasterio o una capilla, mandas testamentarias donde se solía indicar hasta el número de misas que habían de ofrecerse por la salvación eterna de sus almas y la de sus sucesores (la legislación preveía incluso la reserva para ese propósito de una parte de los bienes abintestatos), dotes que se otorgan a la entrada de monjes y monjas (utilizando la misma expresión que la que se usa para los pagos ligados a los contratos matrimoniales), etc.

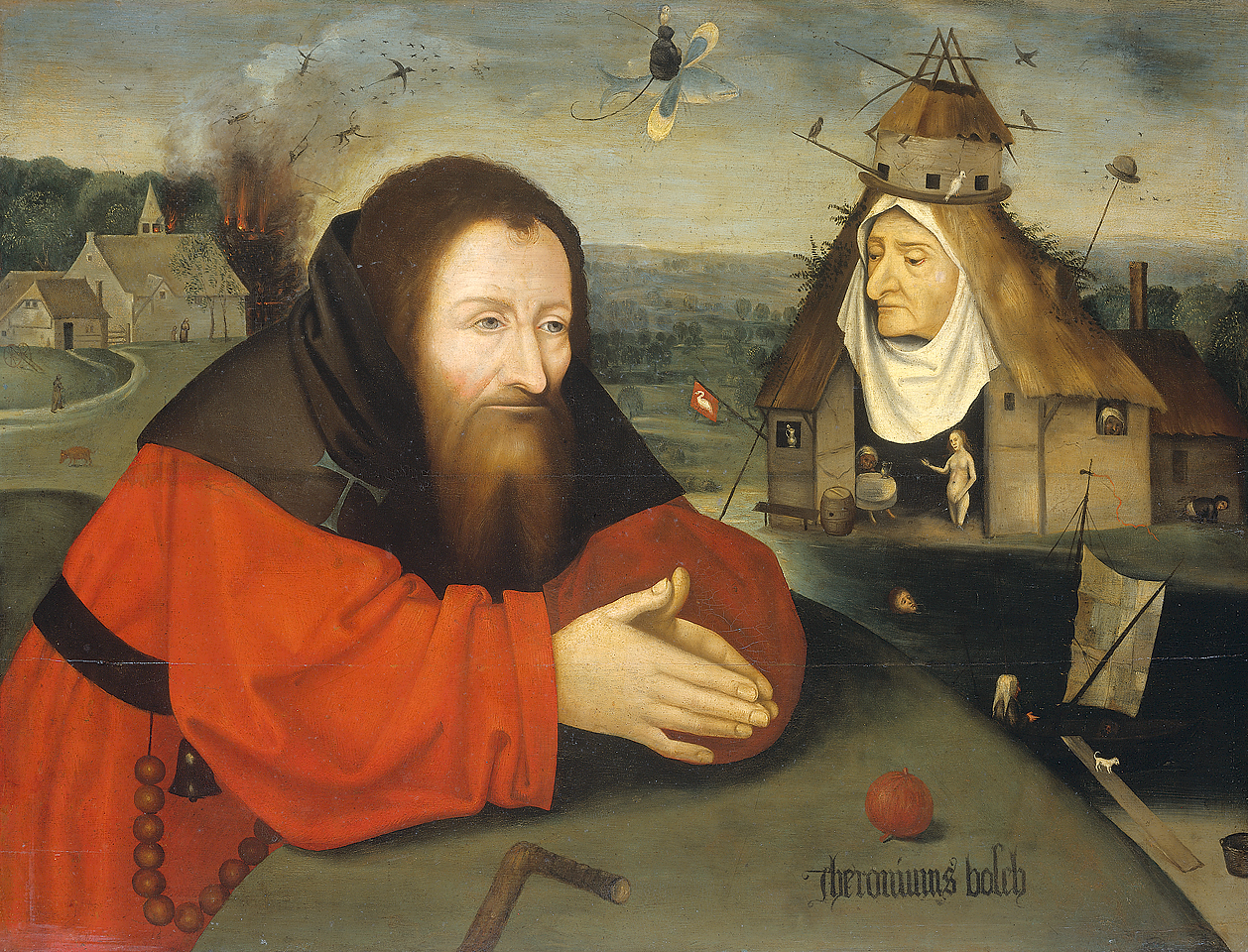
Las tentaciones de San Antonio abad, de la escuela de El Bosco.
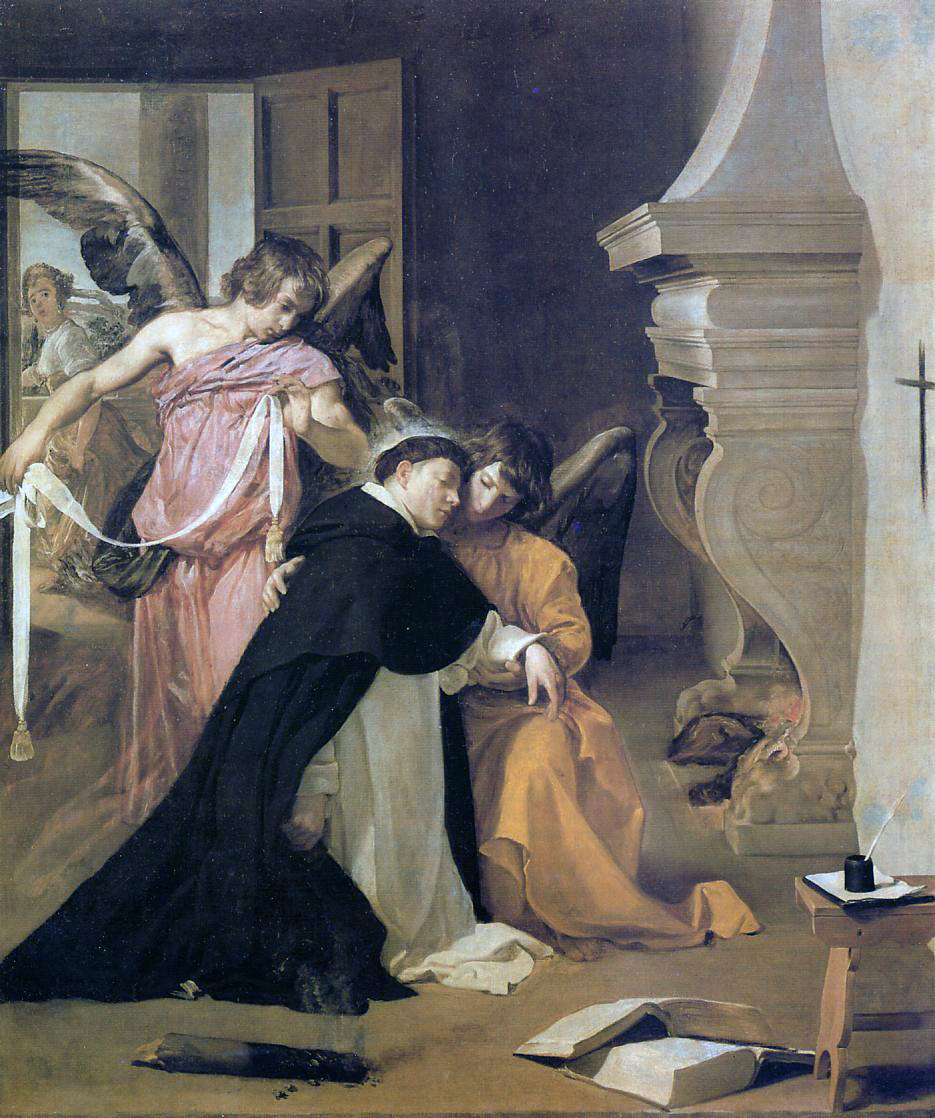
Tentación de Santo Tomás de Aquino, por Diego Velázquez. Cuando era novicio, Santo Tomás ahuyentó a una prostituta con un tizón encendido.

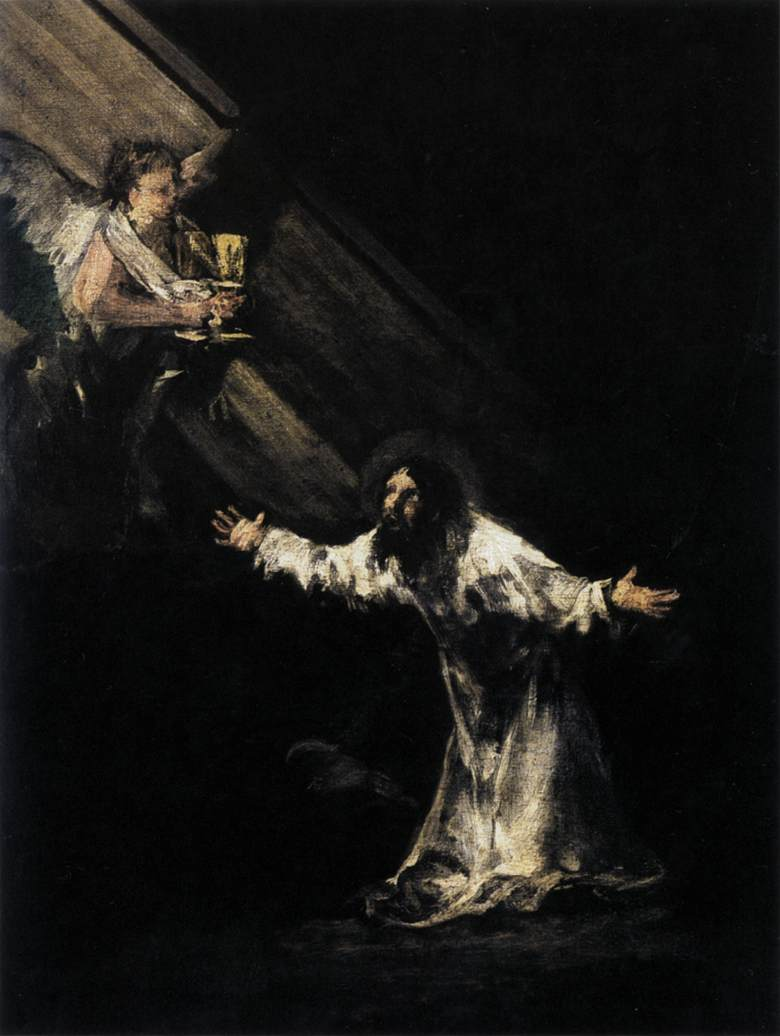
La oración del huerto de los olivos, de Goya.

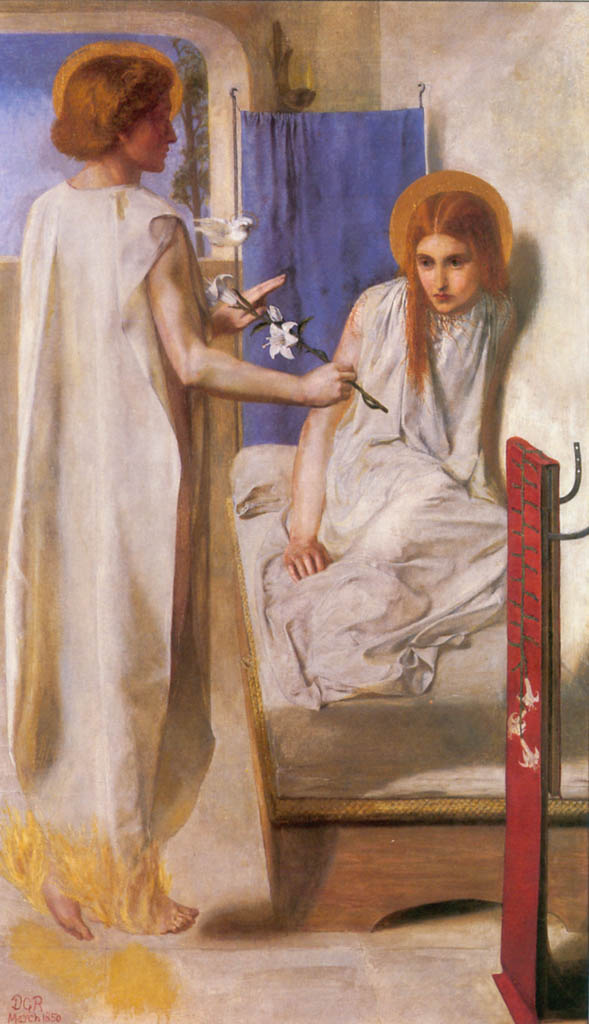
Ecce Ancilla Domini!, de Dante Gabriel Rossetti.

Entre santa y santo, pared de cal y canto
Refrán

## Obediencia
πάτερ, εἰ βούλει παρένεγκε τοῦτο τὸ ποτήριον ἀπ’ ἐμοῦ· πλὴν μὴ τὸ θέλημα μου ἀλλὰ τὸ σὸν γινέσθω. [Texto griego]
Pater, si vis, transfer calicem istum a me; verumtamen non mea voluntas sed tua fiat. [Vulgata]
Padre, si quieres, aparta de mí ese cáliz. Pero que no se haga mi voluntad, sino la tuya. [Traducción tradicional]
Padre, si quieres, aleja de mí este cáliz. Pero que no se haga mi voluntad, sino la tuya. [Traducción actual]
Lucas, 22:42

El religioso debe obedecer a su superior, quien representa a Cristo en la comunidad. La subordinación a la autoridad eclesiástica es imitación a Jesucristo, el Hijo, que fue obediente a Dios Padre y se subordinó explícitamente a su voluntad.

ἰδοὺ  ἡ  δούλη  κυρίου·  γένοιτο  μοι  κατὰ  τὸ  ῥῆμα  σου [Texto griego]
Ecce ancilla Domini; fiat mihi secundum verbum tuum [Vulgata]
He aquí la esclava del Señor, hágase en mí según tu palabra [Traducción tradicional]
Yo soy la servidora del Señor, que se cumpla en mí lo que has dicho [Traducción actual]
Lucas 1:38

El ejemplo de la Virgen María en la escena de la Anunciación es particularmente aplicado a las órdenes femeninas.
El establecimiento de una estructura jerárquica con sucesivas instancias colegiadas y personales, tanto en las instituciones del clero regular (hermanos legos, monjes o frailes, abades o priores, "padres" superiores, provinciales o generales) como en las del clero secular (párrocos, arciprestes, canónigos, obispos, arzobispos, papa), ambas fuertemente interpenetradas (abades mitrados, monjes o frailes ordenados sacerdotes y que siguen la carrera eclesiástica), reproducía en el ámbito eclesiástico una red piramidal similar a la pirámide del vasallaje feudal. En realidad, los clérigos pertenecían también a las redes civiles del vasallaje, dado que sus instituciones (monasterios, obispados) funcionaban como señores de vasallos y como vasallos a su vez de otros señores (altos nobles, reyes o el Emperador -príncipes obispos en los estados episcopales alemanes-). Las órdenes militares añadían la disciplina militar a la monástica.
En el siglo XVI la Compañía de Jesús añadió el llamado cuarto voto de obediencia especial al Papa, en un momento en que su autoridad era cuestionada por la reforma protestante y limitada por el regalismo de las poderosas monarquía católica de España y cristianísima de Francia. El defensor fidei (defensor de la fe), Enrique VIII de Inglaterra, optó por el cisma anglicano. La posición de los jesuitas ante los despotismos ilustrados católicos se hizo insostenible, llevando a su expulsión de cada uno de esos reinos, e incluso a su disolución por el Papa en 1773 (paradójicamente, sí se mantuvo la presencia de la Compañía en las monarquías no católicas -Prusia y Rusia-).